# فاغنر دا سيلفا
فاغنر دا سيلفا هو لاعب كرة قدم برازيلي، ولد في 24 سبتمبر 1989 في إستيو في البرازيل. لعب مع أتلتيكو باراناينسي ونادي إنترناسيونال ونادي سبورت ريسيفه ونادي موجي ميريم.

## وصلات خارجية
- فاغنر دا سيلفا على موقع قاعدة بيانات كرة القدم.إي يو (الإنجليزية)
- فاغنر دا سيلفا على موقع Soccerway.com (الإنجليزية)